# Karpatenskorpion

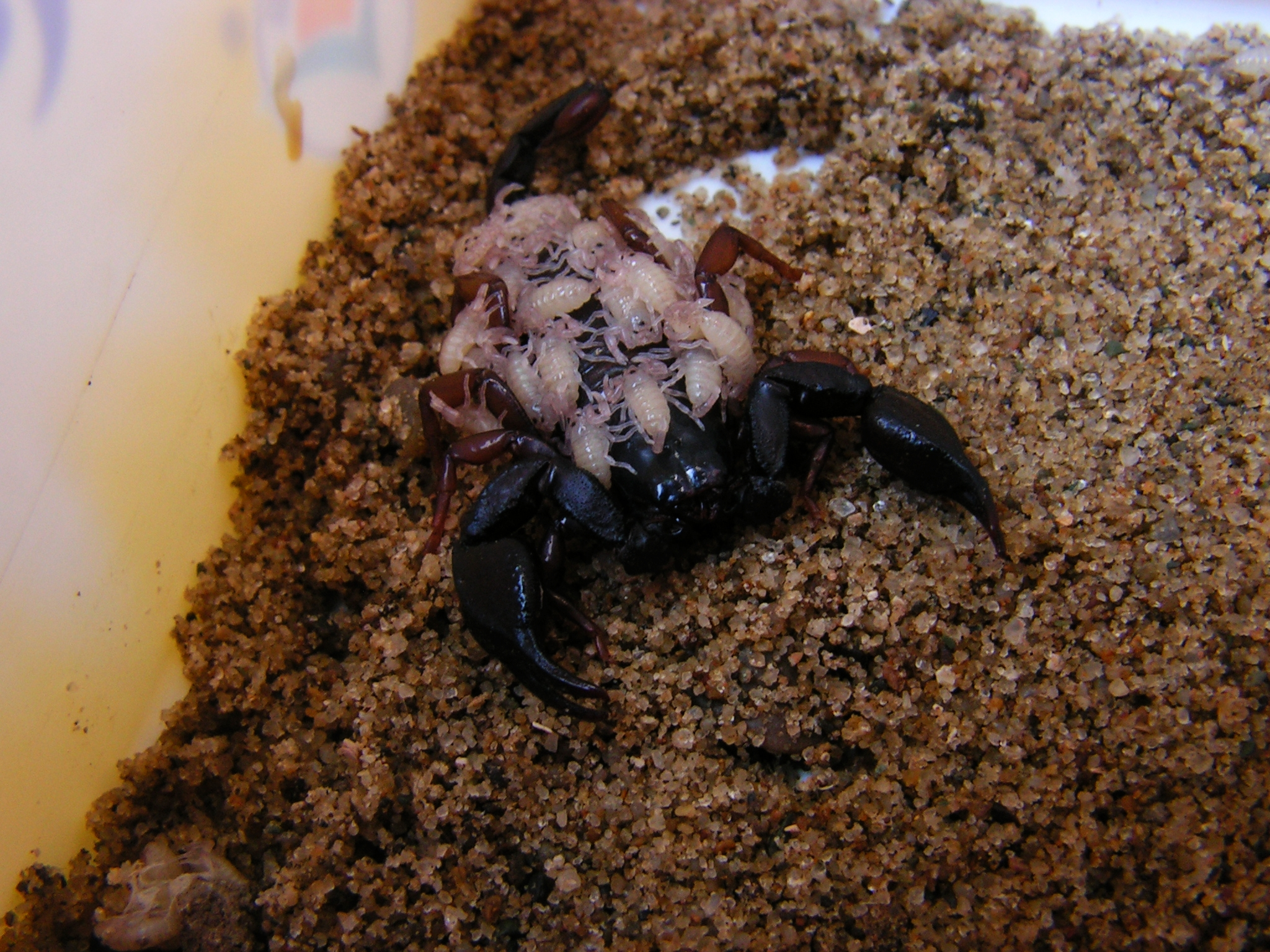
Ein Weibchen trägt ihre Jungtiere auf dem Rücken

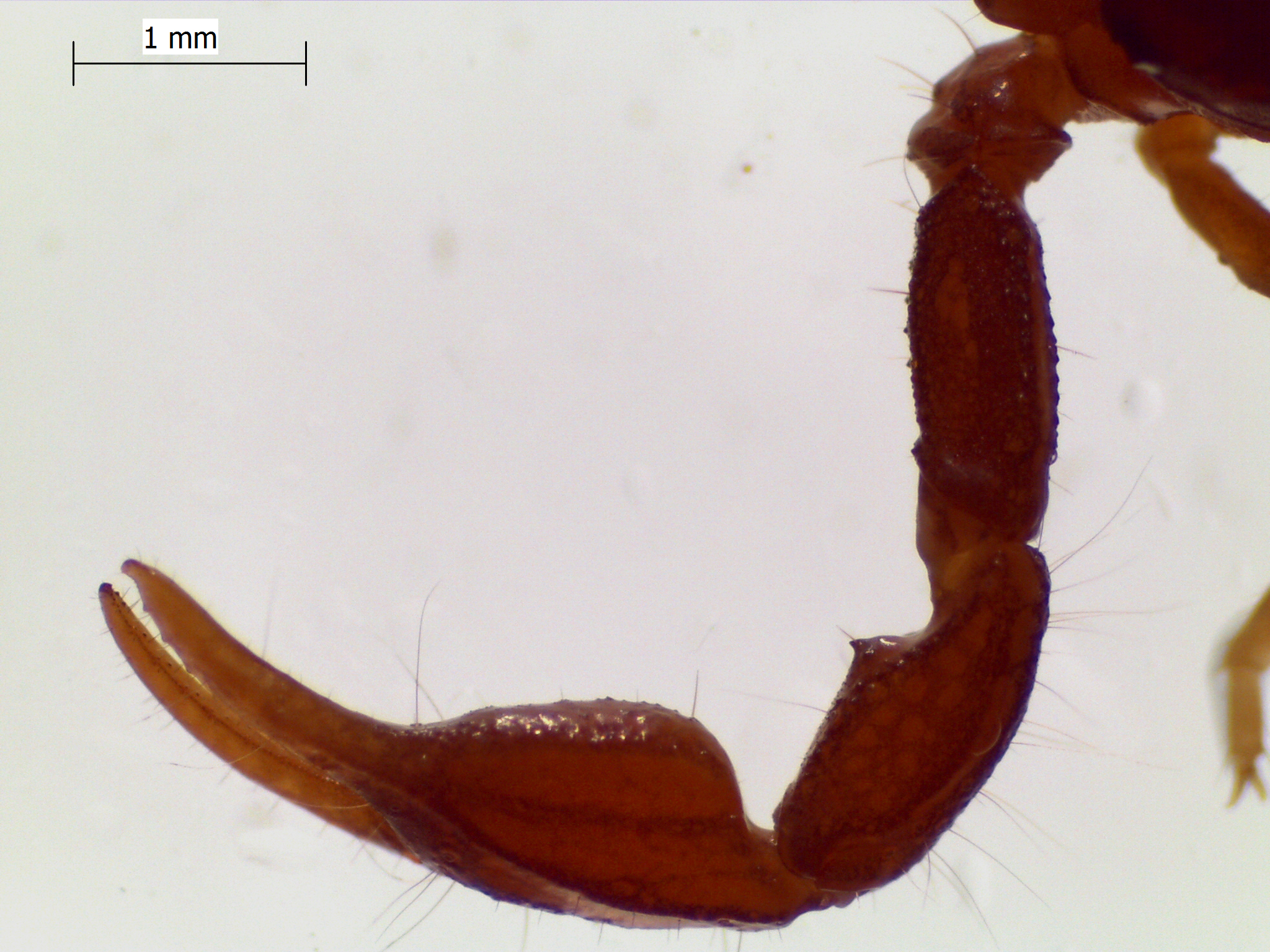
Der Pedipalpus eines Exemplars aus Serbien

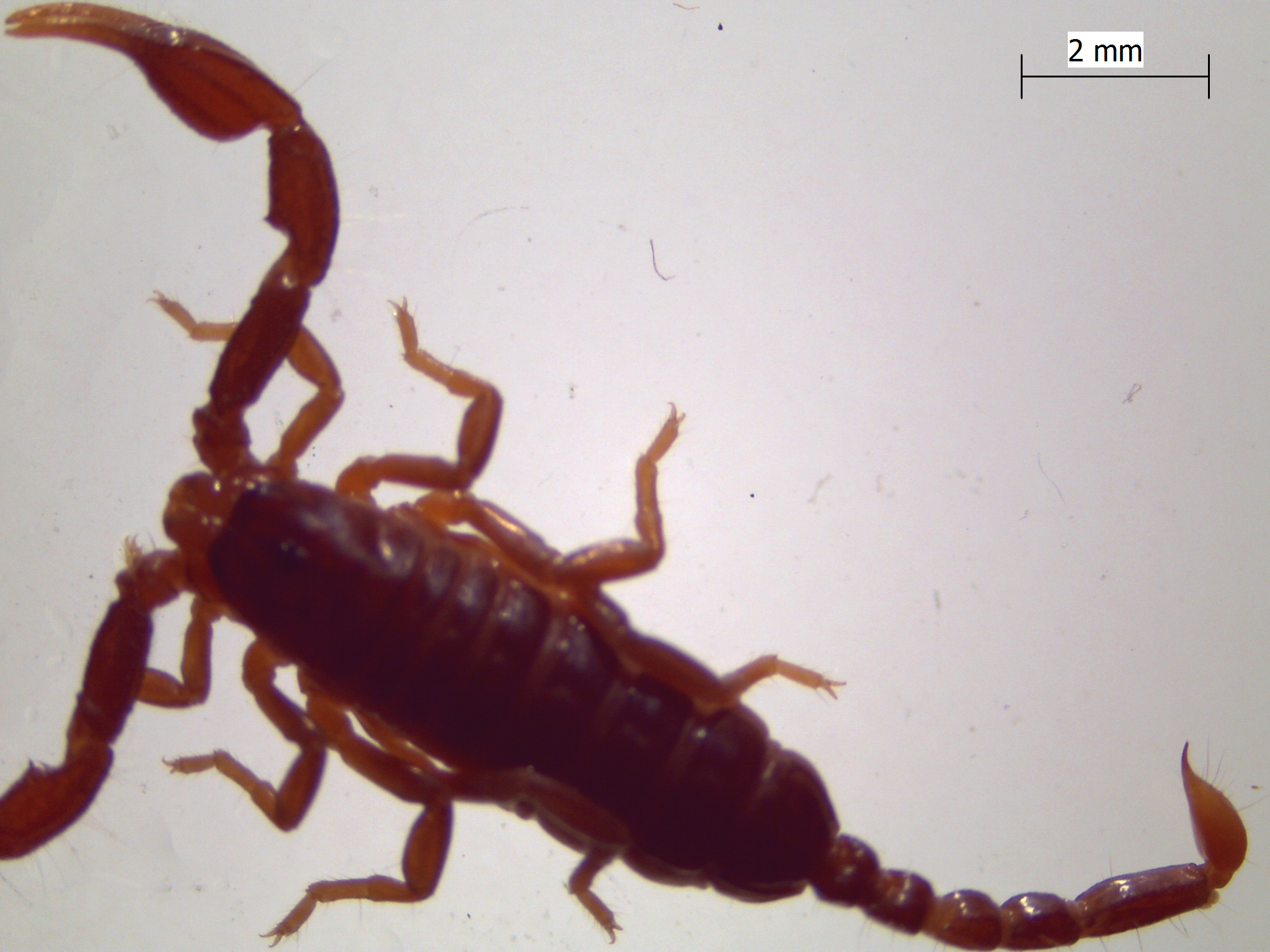
Ein Exemplar aus Serbien

Der Karpatenskorpion (Euscorpius carpathicus), auch Linnéskorpion genannt, ist eine Art der Skorpione und in Südeuropa beheimatet. Zu der Art gehörten lange Zeit viele Unterarten, die einen Artenkomplex bildeten. In jüngerer Zeit wurde die Systematik der Gattung Euscorpius revidiert und zahlreiche neue Arten beschrieben. Die Informationen in diesem Artikel behandeln den Karpatenskorpion überwiegend nach wissenschaftlichen Erkenntnissen, die bis zu Beginn des 21. Jahrhunderts aktuell waren. Die Erhebung mancher Unterarten in den Artstatus und die damit verbundenen Veränderungen auf das Verbreitungsgebiet oder die Merkmale der Art sind nur dort berücksichtigt, wo explizit darauf hingewiesen wird. Trotz seines Namens fehlt der Skorpion in den meisten Teilen der Karpaten, kommt aber in den südlichen Vorgebirgen der Äußeren Ostkarpaten und Teilen der Transsilvanischen Alpen vor.

## Merkmale

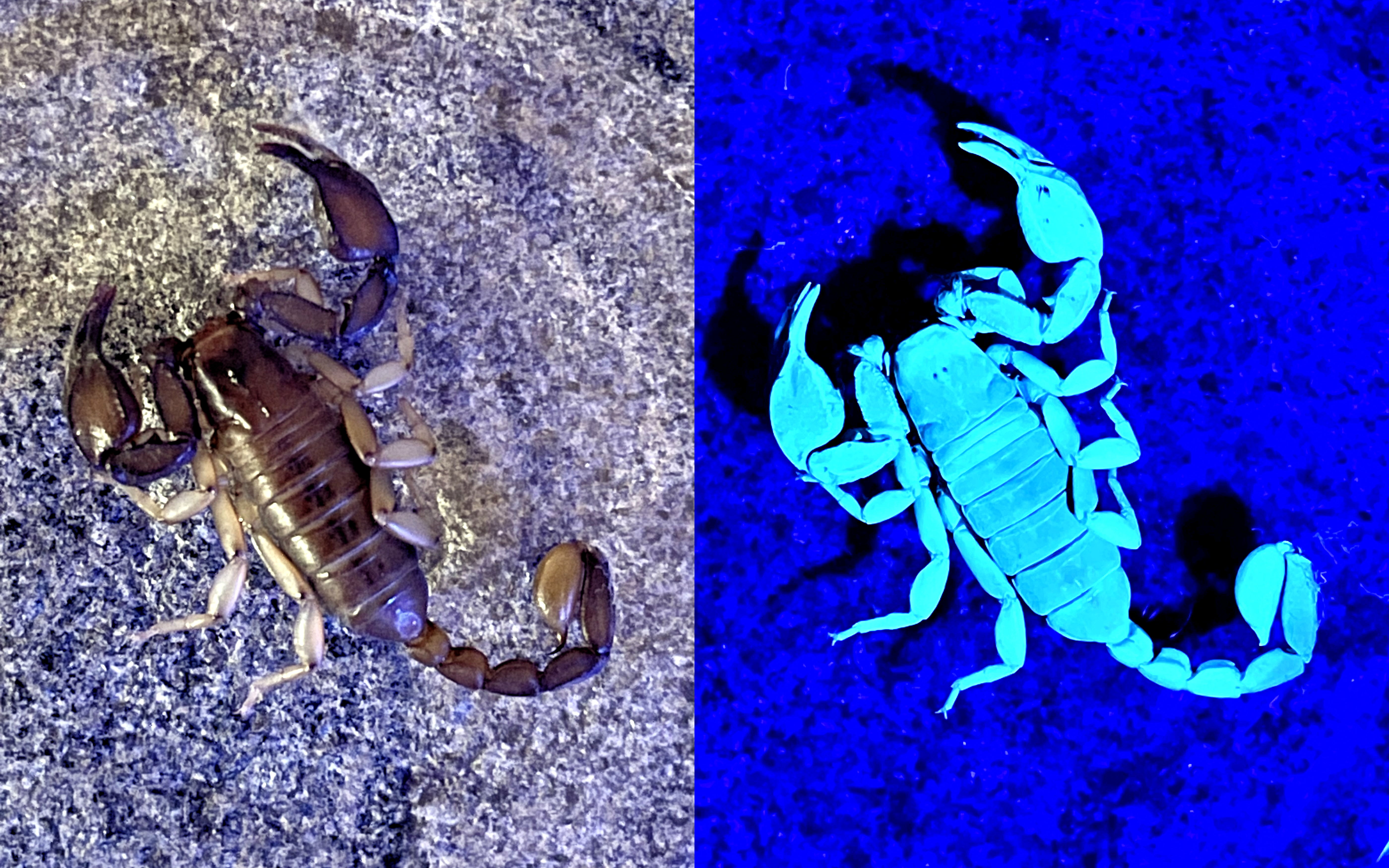
Karpatenskorpion unter normalem und unter UV-Licht

Die Körperlänge beträgt mit dem Schwanz (Metasoma) 30–40 mm. Die Grundfarbe des Körpers ist dunkelbraun bis hellbraun, während Giftblase und Beine gelblich bis gelb-orange gefärbt sind. Eine besondere Zeichnung ist nicht vorhanden, die Färbung der Tiere kann jedoch sehr breit variieren. Die dunklen Pedipalpen und Segmente des Metasomas sind relativ stämmig gebaut. Im Verhältnis zu den Scheren ist der Schwanz relativ dünn gebaut. Auf der Unterseite der Scherenhand befinden sich 3 haartragende Punkte und auf dem dazu gehörenden Unterarm 7 bis 9 haartragende Punkte in einer Reihe am Außenrand. Das vierte Glied des Metasomas ist auf der Unterseite glatt. Die Giftblase ist schlank gebaut, länglich und länger als der Giftstachel. Wie alle Skorpione fluoresziert er unter UV-Licht.

## Verbreitung
Das Verbreitungsgebiet reicht in Europa von Spanien inklusive der Balearen im Westen bis in die Türkei im Osten. Dabei werden auch der Süden Frankreichs, Italien und Kroatien besiedelt, so wie größere Teile der Balkanhalbinsel. Hier kommt die Art nördlich bis in den Süden Rumäniens vor. In Nordafrika ist die Art aus Ägypten, Libyen, Tunesien und von Madeira bekannt.
Das Verbreitungsgebiet der Art umfasst seit der taxonomischen Revidierung der Gattung Euscorpius nur noch Rumänien. Die in den anderen Gebieten lebenden Unterarten wurden alle in den Artstatus erhoben. In Südrumänien kommt die Art vor allem in den Vorgebirgen der Äußeren Ostkarpaten vor und im Banater Gebirge. Zwischen diesen beiden Hotspots liegt eine Distanz von etwa 160 km. Am Südrand der Südkarpaten ist die Art kaum verbreitet, es gibt aber ein paar isolierte Vorkommen am Olt. Südlich der Donau wurde die Art nur ein einziges Mal gefunden.

## Lebensraum
Tagsüber ruht die Art meist unter Steinen an trockenen Hängen von Meereshöhe bis in die Gebirge. In den Südalpen findet sich die Art bis in 1800 m Höhe. Es werden neben trockenen Hängen auch zahlreiche weitere Habitate bewohnt, wie Gärten, Felder, Wälder, Flussbetten oder Steinmauern. Hier kann die Art unter Steinen, Rinde, Baumstämmen oder in Ritzen von Totholz und Felsen gefunden werden. Manchmal dringt die Art auch in Häuser vor.
Die aktuell anerkannte, nur in Südrumänien verbreitete, Art zeigt eine Präferenz für Spalten in Lehmböden, während sich viele ehemalige Unterarten eher in Felsspalten verstecken. Als Lebensraum werden Laubwälder, Weiden und Ländlicher Raum besiedelt.

## Lebensweise
Die Weibchen des Karpatenskorpions tragen ihre frisch geschlüpften Jungen für eine Weile auf ihrem Rücken herum. Die aktuell anerkannte Art aus Rumänien überwintert in Spalten im Lehmboden von Flussufern mit Buschbestand.

## Gift
Das Gift der Art ist für den Menschen harmlos, Stiche sind vergleichbar mit Bienen- oder Wespenstichen. Es wird regelmäßig sogar berichtet, dass die Wirkung eher mit Mückenstichen vergleichbar sei. Die Art gilt als wenig stechfreudig.

## Taxonomie
Die Art wurde 1767 von Carl von Linné unter dem Namen Scorpio carpathicus erstbeschrieben. Das Typusexemplar ist ein Weibchen aus dem Südwesten Rumäniens, genauer aus den Transsilvanischen Alpen. Weitere Synonyme der Art lauten Scorpio germanicus Herbst, 1800, Scorpio pallipes Risso, 1826, Buthus terminalis Brullé, 1832, Scorpio rufus C. L. Koch, 1837, Scorpio tauricus C. L. Koch, 1837, Euscorpius fanzagoi Simon, 1840 und Euscorpius aegaeus Di Caporiacco, 1950.

### Unterarten
Die Art beinhaltete ehemals 23 Unterarten. Einige dieser Unterarten wurden mittlerweile in den Artstatus erhoben, dazu zählen Euscorpius aquilejensis (C. L. Koch, 1837), Euscorpius balearicus Caporiacco, 1950, Euscorpius candiota Birula, 1903, Euscorpius concinnus (C. L. Koch, 1837), Euscorpius hadzii Di Caporiacco, 1950, Euscorpius koschewnikowi Birula, 1900, Euscorpius oglasae Di Caporiacco, 1950, Euscorpius parthenopeius Tropea, Parmakelis, Sziszkosz, Balanika & Bouderka, 2014, Euscorpius sicanus (C. L. Koch, 1837), Euscorpius tauricus (C. L. Koch, 1837) und Euscorpius tergestinus (C. L. Koch, 1837). Der Artstatus einiger Populationen in Südosteuropa muss noch geklärt werden, die taxonomische Überarbeitung des Euscorpius carpathicus-Artkomplexes ist noch nicht abgeschlossen.
Nach wie vor wird neben der Nominatform Euscorpius carpathicus carpathicus (Linnaeus, 1767) die Unterart Euscorpius carpathicus banaticus (C. L. Koch, 1841) anerkannt.